# Frank García
Frank García (Montellano, 1982) es un poeta, psicólogo, músico y activista LGBT dominicano.

## Biografía
Cuando era pequeño, su familia deseaba que se dedicara al fútbol de forma profesional. No obstante, García nunca se sintió cómodo en el deporte debido al acoso escolar que sufría por parte de otros niños que se burlaban de sus ademanes, que calificaban de femeninos. Durante esta época, García ocultó su homosexualidad y fingió ser heterosexual, pero posteriormente salió del armario.
Cuando tenía 20 años creó la banda de rock Naciones Ciegas, de la que fue vocalista y compositor.
Se inició en la escritura luego de migrar a la ciudad de Santo Domingo. En 2022 publicó su poemario Lo que escribí mientras esperabas en una habitación vacía, de la mano de Río de Oro Editores. En la obra, García exploró, entre otros temas, el carácter de la sociedad dominicana como cultura afectuosa pero que a la vez continúa siendo hostil contra las personas LGBT.
En 2024 publicó su segundo poemario, Flotando sobre las cañas, que García calificó como un libro más conceptual que su primera obra. Ese mismo año, fue además parte de la antología dominicana Voces eternas.

## Obras
Poemarios
- Lo que escribí mientras esperabas en una habitación vacía (2022)
- Flotando sobre las cañas (2024)